# Langechristia amica
Langechristia amica är en tvåvingeart som beskrevs av Ozerov 1999. Langechristia amica ingår i släktet Langechristia och familjen kolvflugor. Inga underarter finns listade i Catalogue of Life.